# 亚尔马里·埃斯科拉
亚尔马里·埃斯科拉（芬蘭語：Jalmari Eskola，1886年11月16日—1958年1月7日），芬兰男子田径运动员，主攻长跑。他曾代表芬兰参加1912年夏季奥林匹克运动会田径比赛，获得男子团体越野赛银牌。